# Franz Pfeffer
Franz Pfeffer, né le 15 janvier 1926 à Coblence et mort le 27 janvier 2022, est un diplomate allemand. Il a été ambassadeur d'Allemagne en France de 1987 à 1991.

## Biographie
Franz Pfeffer a étudié le droit et l'histoire en Allemagne, en France et aux États-Unis. En 1953, il a obtenu son doctorat avec la thèse « L'action des États-Unis en Corée et le problème de la décision sur la guerre et la paix dans l'histoire constitutionnelle américaine » à l'Université rhénane Frédéric-Guillaume de Bonn.
Il est entré au service des affaires étrangères de la République fédérale d'Allemagne en 1954 et a occupé de 1954 à 1981 des postes à l'intérieur et à l'extérieur du pays à New York, Rome et Bruxelles. Il a notamment été chef de l'unité « Alliance atlantique et défense » et de la sous-division Ouest. De 1981 à 1985, il a été directeur politique du ministère des Affaires étrangères.
Franz Pfeffer a été ambassadeur à Varsovie, en Pologne, de 1985 à 1987, puis ambassadeur à Paris, en France, jusqu'en 1991, succédant à Franz Jochen Schoeller.
En 1991, il est devenu président du conseil de surveillance de Gaz de France Allemagne. Il a été membre du conseil d'administration de l'Association franco-allemande pour la science et la technologie.
En 2006, Pfeffer a publié le livre Ein Amt und eine Meinung. Botschafter in Polen und Frankreich, un ouvrage très remarqué sur sa période en tant qu'ambassadeur dans le bouleversement politique mondial des années 1980/1990, qui a conduit à la fin de la guerre froide, à la dissolution de la sphère d'influence soviétique et à la réunification allemande,,.
Pfeffer est mort le 27 janvier 2022 à l'âge de 96 ans.

## Distinctions
- Grand officier de l'ordre de l'Infant Dom Henri
- Grand officier de la Légion d'honneur
- Commandeur de l'ordre des Palmes académiques
- Croix de commandeur de l'ordre du Mérite